# Els Pescadors de l'Escala
Els Pescadors de l'Escala és un grup català de l'Escala dedicat a la interpretació d'havaneres, cançons marineres, valsets, cançons napolitanes i cançons de taverna.

## Història
Integrat originalment per pescadors, el grup anomenat Els Pescadors de l'Escala va ser fundat el 1964 i, originàriament, era format per Ferran Català, Simeó Català Portell i Llucià Carbó Esquer i tot seguit s'hi van incorporar Joan Ferrés Llop i l'acordionista Carles Mallart. Van fer la seva primera actuació fora de l'Escala el 1966 a Palamós i el 1971 es van estrenar a la cantada d'havaneres de Calella de Palafrugell. Van enregistrar el seu primer LP (Cançons de taverna) l'any 1976, per a la sèrie Dolça Catalunya de la discogràfica Hispavox. Aquest àlbum inclou interpretacions de cançons populars o d'autors com Joaquim Oliveras o el mestre Bertomeu, cançons sovint d'humor gruixut (La sardina, La garrafa, El marxant, La Ramona i en Tonet", El cirurgià), sardanes (A l'Àngel Guimerà), havaneres (El meu avi d'Ortega Monasterio, La barqueta) i un tema sobre l'any internacional de la dona (L'alliberació).
El 1972 es va escindir. Per una banda, Ferran Català va crear el nou grup escalenc Oreig de Mar amb Pere Sastre, Teófilo Cruz, Pere Forgas, Joaquim Vives Plaja i d'altres. Per l'altra Simeó Català, Llucià Carbó i Joan Farrés (després amb Jaume Burjacs a l'acordió i Nando Reverter al contrabaix) van mantenir el nom Els Pescadors de l'Escala.
Al llarg dels anys següents, els Pescadors de l'Escala enregistren un gran nombre de temes populars, de Josep Vicens Xaxu i d'altres autors de característiques similars als anteriors, a àlbums com Cançons que tornen (1977), Cançons de l'avi (1979), Suquet de peix (1980) o Mar i terra (1982). A Suquet de Peix hi apareixen temes amb música d'Antoni Parera Fons sobre textos d'Antoni Mus (El gra) i Guillem d'Efak (La jovençana i L'acordió captaire). Parera Fons també signa algunes músiques i adaptacions a Mar i Terra.
Encara es va produir una altra escissió al principi dels anys noranta, d'on va sortir el grup Veus dels Pescadors, amb Llucià Carbó (tenor), Pere Bahí, Benet Pera (baix), Jordi Alarcón (acordió), Sebastià Rubí (segona veu i guitarra) i Enric Bassas (contrabaix).
Amb el disc Pupurricantus (1997) el grup, amb renovada formació, torna a recuperar aquelles cançons «picaresques» que havien fet i n'afegeixen d'altres de composició pròpia, amb lletres de Quim Mas (tenor del grup) i música de l'Albert Prat (director del grup), com «Pupurricantus», «El tango de la perola», i «El bram de l'ase».
A partir de l'any 1991 el grup comença a fer sentir en els seus enregistraments temes de creació pròpia, cosa que fins aleshores no havia succeït (sempre amb música de l'Albert Prat i lletres de Quim Mas, Miquel Espigulé i el mateix Albert Prat), havaneres i valsets com «El mariner enamorat», «Enyorança», «El cargol de mar», «El mariner boig», «La festa dels pescadors», «Lluny de la mar», «Cançó de port», «Juguem a enamorar-nos», «Vull ser el teu port», «Som de l'Escala», «Encís d'Amor», «Oda al Mediterrà», "Vull tornar", "Rumb-a la Llibertat" i "Jo també vull ser mariner", "El tresor de l'Escala" i "Tramuntana amiga meva", "Estrelles i Rom Cremat", "Ja som aquí", "Lladre d'amor","Núria i el Xaloc", " Sospirs de Mare" i "Mar d'Estrelles", "Lluna", "La filla del Pescador".."Got a got", "Avui canta un pescador" (les dues ultimes amb lletra de Carles Casanovas) "Festeig", "Platja de l'Almadrava" (les dues ultimes amb lletra de Joan Manel Puigvert".
Simeó Català va morir el 1996, a seixanta-sis anys. La seva família va cedir el nom registrat del grup Els Pescadors de l'Escala als quatre nous components: Albert Prat (baríton i direcció musical), Joaquim Mas (primer tenor i guitarra), Joan Sureda (segon tenor i guitarra) i Joan Bosacoma (baríton i contrabaix).
El Govern de Catalunya li atorgà la Creu de Sant Jordi el 2014 "en el cinquantè aniversari de l'adopció oficial del nom d'un grup constituït a finals de la dècada de 1950".

## Integrants del grup
Els actuals components dels Pescadors de l'Escala són:
- Quim Mas i Gibert (tenor i guitarra)
- Ernest Ollero i Saguer (baríton)
- Jordi Cabarrocas i Serra (contrabaix i bariton alt)
- Albert Prat i Vila (acordió, tenor i director del grup)

## Discografia
- 1976 - Dolça Catalunya (Hispavox)
- 1976 - Cants de Taverna (Hispavox, 7.243)
- 1977 - Cançons que tornen (Hispavox, ch. 1099)
- 1979 - Cançons de l'avi (Hispavox, c 60.272)
- 1980 - Suquet de peix (Hispavox 40 32511)
- 1982 - Mar i terra (Hispavox S 60.799)
- 1988 - Els Pescadors de l'Escala (Hispavox 7 90756 2)
- 1987 - Cançons de Mar (Horus, 46008)
- 1987 - Havaneres (Horus, 11219)
- 1989 - Cançons picants de taverna (Horus, 11345)
- 1989 - Salió de Jamaica (Horus, 46056)
- 1990 - Habaneras Populares (Horus, 11373)
- 1992 - Havaneres (Horus, 09084)
- 1993 - Una tarda vora el mar (Horus, 09125)
- 1994 - 30 aniversari (Horus, 09302)
- 1995 - La Gavina (Horus, 08022)
- 1995 - El Meu Avi (Horus, 08221)
- 1996 - Torrevieja (Horus, B- 25954)
- 1997 - La Rosa dels Vents (Horus, 31028)
- 1997 - Pupurricantus (Horus, 31029)
- 1999 - El somni de Cuba (Ariadna, ACD-009)
- 1999 - Els Pescadors de l'Escala 35 (Ariadna, ACD-016)
- 2000 - Mostra de l'havanera Catalana a Palamós (Picap, 91 0167/02)
- 2000 - XXlX Cantada d'havaneres a Calella  (Dindi, DCM 004)
- 2002 - Imatges (Ariadna, ACD-030)
- 2005 - Entre Xarxes i cançons (Picap, 9100423-11)
- 2007 - Lluny de la mar  (Picap, 910515-02)
- 2009 - Els Pescadors de l'Escala "45" (Picap, 910887-11)
- 2012 - Havaneres d'amor i de mar (Picap, 911077)
- 2014 - Sempre Pescadors "50" (Picap, 911161)
- 2018 - Mar d'Estrelles (Picap 911339)
- 2022 - Genuí (Audiovisuals de Sarrià)
- 2024 - 60 aniversari (Audiovisuals de Sarrià)